# Jasper Bouter
Jasper Bouter (* 27. Dezember 1996 in Bergambacht) ist ein niederländischer Beachvolleyballspieler.

## Karriere
Bouter spielte 2014 mit Steven van de Velde bei der U23-Weltmeisterschaft in Mysłowice (Platz 41) und bei der U21-WM in Larnaka (Platz 17). Mit Tom van Steenis wurde er Vierter der U19-WM in Porto und mit Jannes van der Ham Neunter. 2015 erreichten Bouter/van Steenis einige Top-10-Ergebnisse und gewann mit Penninga das Turnier in Ameland. Bei der U20-EM in Larnaka wurden Bouter/van Steenis Achte. Im Mai 2016 kamen sie bei der U21-WM in Luzern auf den 17. Platz. Auf der FIVB World Tour kamen sie bei den Majors in Hamburg und Gstaad sowie beim Grand Slam in Olsztyn auf hintere Plätze. Bei den CEV-Turnieren in Senigallia und Dijon erreichten sie die Top 10. National gewannen sie die Turniere in Vlissingen und Amsterdam und waren regelmäßig unter den besten Drei. Bei der U22-EM in Thessaloniki wurde Bouter mit Penninga Neunter. Beim CEV-Turnier in Barcelona wurde er mit Sven Wismans Dritter. Das Jahr 2017 begann Bouter mit van Steenis beim Drei-Sterne-Turnier in Kisch (17. Platz). Die U22-EM in Baden beendete er mit Michiel Ahyi. Bei den CEV-Satellites in Mersin und Jantarny gab es einen 17. und 21. Platz für das Duo.
Danach bildete Bouter eine neue Paarung mit Christiaan Varenhorst. Bouter/Varenhorst gewannen die niederländische Meisterschaft 2017 in Scheveningen. Anfang 2018 wurden sie Vierte beim Vier-Sterne-Turnier in Den Haag. Nach dem 17. Platz beim CEV-Masters in Pelhřimov und dem 25. Platz beim Fünf-Sterne-Turnier in Fort Lauderdale erreichten sie das Finale des Ein-Stern-Turniers in Aalsmeer gegen Brouwer/Meeuwsen. Anschließend waren der fünfte Rang in Itapema sowie die neunten Plätze in Ostrava (beides vier Sterne) und in Gstaad (fünf Sterne). Bei der heimischen Europameisterschaft wurden sie mit der Viertelfinal-Niederlage gegen die späteren Finalisten Šmēdiņš/Samoilovs Fünfter. Bei den folgenden FIVB-Turnieren gab es in Wien, Yangzhou und Las Vegas zweistellige Ergebnisse.
Von 2019 bis 2021 spielte Bouter mit Penninga. Nach dem neunten Rang im Januar in Den Haag (vier Sterne) gab es im April in Kuala Lumpur (drei Sterne) einen 17. Platz. Nach dem nationalen Turniersieg in Breda folgten ein vierter Platz in Aydın (zwei Sterne) und ein frühes Aus in Ostrava (vier Sterne) und Gstaad (fünf Sterne). Nach dem 25. Platz in Espinho (vier Sterne) wurden Bouter/Penninga bei den Ein-Stern-Turnieren Fünfte in Ljubljana und Dritte in Vaduz sowie im Oktober noch Neunte in Qinzhou (drei Sterne). Im März 2020 kamen sie auf den 25. Platz in Doha. Danach spielten sie nationale Turniere und wurden u. a. Zweite in Zaanstad. Mit einem Finalsieg gegen Boermans/de Groot gewannen sie die nationale Meisterschaft. Internationale Spiele hatten sie noch beim Turnier King of the Court in Utrecht. Im Februar 2021 belegten sie beim Nations Clash in Düsseldorf mit ihren Teamkollegen Varenhorst/van de Velde den zweiten Platz.